# Карпиев пруд
Ка́рпиев пруд — пруд в Летнем саду Санкт-Петербурга.
Пруд относится к пейзажной части ансамбля Летнего сада. Расположен в южной части сада вблизи входа со стороны набережной реки Мойки. Имеет прямоугольную форму, со стороны Мойки имеет закругление.
Карпиев пруд был создан в 1714—1716 годах на втором этапе планировки Летнего сада как часть специально разработанной цепочки каскадных прудов, к которым также относились ныне не существующие Цветочный, Форелиев и Мельничный пруды. Эти водоемы были созданы как в мелиоративных целях, для осушения и благоустройства парковой зоны, так и для разведения рыбы.
В 1839 году на южном берегу Карпиева пруда (между прудом и оградой со стороны Мойки) была установлена порфировая ваза.
Пруд реставрировался в 1961—1962 годах и в 2010—2011 годах.
Издавна в пруду плавают белые лебеди.